# César Álvarez Abrante
César Álvarez Abrante (Santa Cruz de Tenerife, 15 de abril de 2003) es un futbolista español que juega como lateral derecho en el C. D. Tenerife de la Segunda División de España.

## Trayectoria
Nacido en Santa Cruz de Tenerife, Canarias, Álvarez se incorporó a las categorías inferiores del CD Tenerife procedente del CF Juventud Laguna. 
El 11 de septiembre de 2022, debutó con el filial en la victoria en casa de la Tercera Federación por 3-2 contra el CD Marino. Álvarez se consolidó como titular en el filial, aportando un gol en 28 partidos durante la temporada 2023-24, en la que consiguieron el ascenso a Segunda Federación.
El 29 de enero de 2025, Álvarez hizo su debut con el primer equipo del C. D. Tenerife en la Segunda División de España, sustituyendo en la segunda parte a Jérémy Mellot en el empate 0-0 ante el Deportivo de La Coruña. Durante la temporada 2024-25, disputaría otros 7 partidos más.

## Clubes
Actualizado al último partido disputado el 14 de abril de 2025.
| Club               | País            | Año | Partidos | Goles |
| ------------------ | --------------- | --- | -------- | ----- |
| C. D. Tenerife "B" | 2022-actualidad | 72  | 2        |       |
| C. D. Tenerife     | 2025-actualidad | 7   | 0        |       |